# Càncer d'estómac
El càncer d'estómac, també conegut com a càncer gàstric, és un tumor maligne o càncer de l'estómac. Es desenvolupa al revestiment de l'estómac. La majoria dels casos de càncers d'estómac són carcinomes, que es poden dividir en diversos subtipus, com ara els adenocarcinomes. També es poden desenvolupar limfomes i tumors mesenquimals a l'estómac. Els primers símptomes poden incloure cremor d'estómac, dolor abdominal superior, nàusees i pèrdua de gana. Els signes i símptomes posteriors poden incloure pèrdua de pes, color groc de la pell i el blanc dels ulls, vòmits amb sang, dificultat per empassar i sang a les femtes, entre d'altres. Es pot disseminar a altres òrgans, particularment l'esòfag, pulmons, ganglis limfàtics, els ossos i el fetge.
El bacteri Helicobacter pylori és present en més del 60% dels casos de càncer d'estómac. Certes soques d'H. pylori presenten riscos més grans que d'altres. El tabaquisme, factors dietètics com ara les verdures en vinagre i l'obesitat són altres factors de risc.
La dieta mediterrània redueix el risc de càncer d'estómac, igual que no fumar. L'evidència provisional indica que el tractament de H. pylori disminueix el risc futur. Si el càncer d'estómac es tracta a temps, es pot curar. Els tractaments poden incloure alguna combinació de cirurgia, quimioteràpia, radioteràpia i teràpia dirigida. Per a certs subtipus de càncer gàstric, la immunoteràpia contra el càncer també és una opció.
El càncer d'estómac causa prop de 800.000 morts a tot el món cada any. A Catalunya, té una taxa de supervivència a cinc anys per a homes al voltant del 31% i per a dones al voltant del 38%. A Catalunya, les taxes de mortalitat (x 100.000 hab.; i en % sobre el total de càncers per sexe; estandarditzades segons sexe, 2018) són: 4,22 dones; 10,29 homes; 6,96 total; 3,77% en dones; 4,36% en homes. El 2012, tan sols l'1,33% de les defuncions per càncer d'estómac als Estats Units es produïren en persones de menys de 35 anys, mentre que el 65,31% es produïren en individus de 65 anys o més.

## Signes i símptomes
El càncer d'estómac sovint és asimptomàtic o només causa símptomes inespecífics en les seves primeres etapes. Quan es presenten els símptomes, el càncer sovint ha assolit una etapa avançada, i aquesta és una de les principals raons del seu mal pronòstic.

## Factors de risc

### Infeccions
La infecció per Helicobacter pylori es creu que és la causa més important, però només el 2% de les persones amb infeccions per H. pylori desenvolupen càncer d'estómac. Es va estimar que el virus d'Epstein-Barr és responsable de 84.000 casos per any.

### Fumar
El tabaquisme augmenta significativament el risc de desenvolupar càncer gàstric, des d'un 40% més de risc per als fumadors actuals fins a un 82% per als grans fumadors. Els càncers gàstrics a causa del tabaquisme es produeixen majoritàriament a la part superior de l'estómac prop de l'esòfag.

### Alcohol
Alguns estudis també mostren augment del risc amb el consum d'alcohol.

### Altres
mentre que la majoria de gastritis atròfica autoimmunitària, metaplàsia intestinal i diversos factors genètics estan associats amb un augment del risc.